# Карлос Мартін
Карлос Мартін Домі́нгес (ісп. Carlos Martín Domínguez, нар. 22 квітня 2002, Мадрид) — іспанський футболіст, нападник «Атлетіко Мадрид».

## Клубна кар'єра
Мартін приєднався до молодіжної академії мадридського «Атлетіко» у 2008 році та почав тренуватися з їхньою першою командою влітку 2021 року.
20 листопада 2021 року Мартін дебютував у основному складі «Атлетіко» у переможному матчі Ла Ліги проти «Осасуни» (1:0), вийшовши на заміну замість Шиме Врсалько на 85-й хвилині. Втім, цей матч залишився єдиним за основу того сезону, натомість він був частиною юнацької команди U19, яка дійшла до півфіналу Юнацької ліги УЄФА у 2022 році, а також виступав за резервну команду «Атлетіко Мадрид Б».
Наступного сезону його й далі рідко залучали до матчів основи — провів лише 4 гри, водночас у резервній команді він забив 18 голів у 31 матчі чемпіонату, чим допоміг «Атлетіко Б» піднятися до третього дивізіону Іспанії.
4 серпня 2023 року Мартін був відданий в оренду у «Мірандес» із Сегунди на весь сезон. У своєму дебютному матчі за клуб через десять днів він забив дубль у домашньому матчі з «Алькорконом» (4:0). Мартін завершив сезон 2023/24 з 15 голами, завдяки чому «Мірандес» уникнув вильоту; серед найяскравіших моментів — дублі вдома проти «Андорри» (4:3) та «Ельденсе» (3:1). Після повернення до «Атлетіко» він 9 липня 2024 року продовжив свій контракт до 2029 року, але 17 серпня був відданий в оренду команді вищого дивізіону «Депортіво Алавес». Втім, у вищому дивізіоні Мартін не показував такої високої результативності. відзначившись лише двічі за сезон 2024/25.

## Виступи за збірні
У 2023 році Карлос Мартін провів 4 матчі і забив 1 гол у складі молодіжної збірної Іспанії.